# Petr Dlask
Petr Dlask est un coureur de cyclo-cross tchèque, né le 20 octobre 1976. Il est spécialiste du cyclo-cross.
En 2013, il est suspendu pendant deux ans après avoir été contrôlé positif au clenbutérol. Cette suspension marque la fin de sa carrière.

## Palmarès en cyclo-cross
- 1997-1998
  -  Médaillé de bronze du championnat du monde de cyclo-cross espoirs
- 1999-2000
  -  Champion de République tchèque
- 2000-2001
  -  Champion de République tchèque
  -  Médaillé d'argent du championnat du monde de cyclo-cross
- 2002-2003
  -  Champion de République tchèque
- 2003-2004
  - 2 victoires : Hlinsko, Berlin
  - 8e du championnat du monde
- 2004-2005
  - 7e du championnat du monde
- 2005-2006
  -  Champion de République tchèque
  - 5 victoires : Mlada Boleslav, Lostice, Hlinsko, Pilzen, Mnichovo Hradiste
- 2006-2007
  -  Champion de République tchèque
- 2008-2009
  - TOI TOI Cup, Hlinsko
  - Velka cena skupiny CEZ, Podborany
- 2011-2012
  - Toi Toi Cup #3, Loštice
  - Grand Prix Julien Cajot, Leudelange
- 2012-2013
  - Grand Prix Möbel Alvisse, Leudelange

## Palmarès sur route

### Classements mondiaux
| Année         | 2007 |
| ------------- | ---- |
| UCI Asia Tour | 139e |